# Roda de Samba do Exalta
Roda de Samba do Exalta é um álbum musical de samba e pagode do grupo brasileiro Exaltasamba, é coletânea musical que foi lançado no primeiro bimestre de 2010 pela Som Livre no formato CD.
O álbum teve bom desempenho na CD - TOP 20 Semanal da ABPD, por exemplo o álbum chegou em décimo e quarto lugar nesta parada no período de 29 de março a 04 de abril de 2010.

## Sobre as músicas
Roda de Samba do Exalta é uma coletânea musical que reúne canções lançadas anteriormente em sua grande parte por outros artistas musicais notáveis com a participação do Exaltasamba como convidado.
Porém ao criar esse álbum, os artistas musicais  foram todos creditados como se eles fossem as participações, por conta disso, em todas as faixas tem uma participação, e as participações do álbum são: Alcione, Arlindo Cruz, Délcio Luiz, Dominguinhos, Fundo de Quintal, Harmonia do Samba, Jorge Aragão, Michael Sullivan, Picolé, Reinaldo O Príncipe do Pagode, Rodriguinho e Zeca Pagodinho.
O álbum contém 13 faixas, mas são no total 17 músicas, pois ele contém 3 pot-pourris e contém músicas gravadas ao vivo.
A música "Oceano" é uma releitura de Djavan, porém a participação é de Harmonia do Samba, e a música "Palavras de Amigo" é composição de Thiaguinho do Exaltasamba com o seu amigo cantor Rodriguinho e a música "Cabeça Dura" também foi composta por ambos, porém essa também tem a autoria de Dioguinho, e em ambas as músicas tem a participação do cantor Rodrinho

## Faixas
1. "Choro de Alegria" (composição Serginho Meriti/Toninho Geraes)(participação Zeca Pagodinho)
2. "Palavras de Amigo" (composição Thiaguinho / Rodrinho) - ao vivo (participação Rodriguinho)
3. "Eu e Você Sempre" (composição Jorge Aragão / Flávio Cardoso) (participação Jorge Aragão)
4. "É Demais" (composição Altay Veloso) (participação Alcione)
5. Pot-pourri: "40 Graus de Amor" (composição Délcio Luiz/ Pézinho) "A Carta" (composição Délcio Luiz / Aloysio Reis) (participação Délcio Luiz)
6. "Oceano" (composição Djavan) (participação Harmonia do Samba)
7. "Nova Esperança" (composição Mauro Diniz / Ubirany / Adilson Victor) (participação Fundo de Quintal)
8. Pout-pourri ao vivo: "Cara do Gol (A Bola e o Craque)" (composição Prateado / Carica) / "Esquadrão do Samba" (composição Chico da Silva / Venâncio) (participação Arlindo Cruz)
9. "Cabeça Dura" - ao vivo (composição Thiaguinho / Rodrinho / Dioguinho) (participação Rodriguinho)
10. "Dona da Minha Alegria" (composição Luiz Cláudio Picolé) (participação Picolé)
11. "Aonde Você For" (composição Alexandre Pires / Lourenço) (participação Dominguinhos)
12. "Talismã" (composição Paulo Massadas / Michael Sullivan) (participação Michael Sullivan)
13. Pout-pourri: "Isensato Destino" (Maurício Lins / Acyr Marques / Chiquinho)  / "Mel Na Boca" (composição David Correa) / "Conselho" (composição Adilson Bispo / Zé Roberto) (participação Reinaldo)[4][5]

## Ligação externa
- Roda de Samba do Exalta. exaltasamba.uol.com.br (arquivado)